# Villa romaine du Prieuré
La villa romaine du Prieuré, parfois simplement appelé villa romaine de Pully est une villa romaine de Suisse, situé sur le territoire de la commune vaudoise de Pully.

## Histoire
La villa romaine, située au centre du village actuel, a été construite vers le Ier siècle et s'est considérablement développée un siècle plus tard avec, en particulier les adjonctions d'un bassin de 36 mètres et d'un second étage.
Les fondations de cette villa ont été mises au jour lors de premières fouilles successives menées en 1921 (lors de la restauration de l'église) et en 1941 ; entre 1951 et 1953, la construction de la Maison Pulliérane détruit une partie des ruines, avant que le site ne soit totalement fouillé entre 1971 et 1981.
Un premier projet de conservation des ruines en plein air est abandonné en faveur de la construction d'un musée fermé permettant de conserver sur place les peintures murales. La place du Prieuré est, quant à elle, marquée de pavés roses indiquant le plan de la villa.

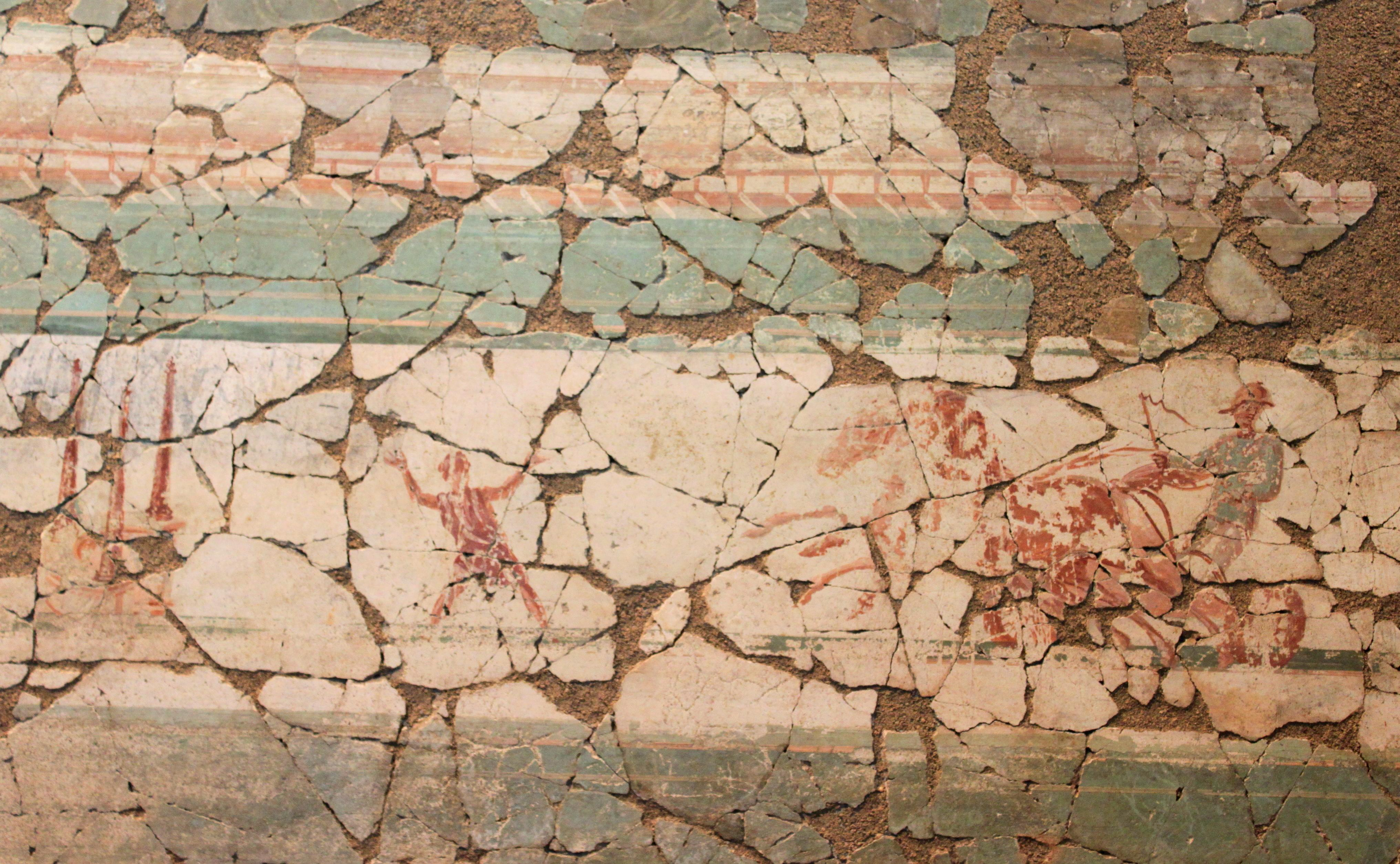
Villa romaine du Prieuré, peintures murales, l'aurige et le garçon de piste

## Description
Le site actuel ne présente plus qu'une partie du portique bordant la villa et un pavillon en demi-cercle sur deux étages. Ce dernier était décoré de peintures murales ainsi que d'une mosaïque au premier étage. Seule la partie basse du décor, qui mesurait jusqu'à 6 mètres de hauteur sur près de 15 mètres de largeur, est encore visible de nos jours : elle se présente sous la forme d'un trompe-l'œil architectural formé de quatre panneaux délimités par des colonnes de faux marbre et représentant des courses de chars dans un cirque.
La villa, de même que les peintures murales, sont classées comme biens culturels suisses d'importance nationale.